# Claude Bourgelat
Claude Bourgelat (27. března 1712 Lyon – 3. ledna 1779 Paříž) byl francouzský hipolog a průkopník veterinárního lékařství.
Byl nejmladším synem úspěšného obchodníka a lyonského radního Charlese-Pierra Bourgelata, o většinu rodinného jmění však přišel v soudních sporech s příbuzenstvem. Navštěvoval jezuitskou školu, sloužil u mušketýrů a pak krátce vykonával právnickou praxi. V roce 1740 byl pověřen vedením královské jezdecké akademie v Lyonu. Vydal knihu o jezdeckém umění Le nouveau Newcastle a rozsáhlé pojednání o biomechanice koní Élémens d'hippiatrique. 
V roce 1752 ho Jean le Rond d'Alembert požádal, aby psal články o koních pro projekt Encyklopedie aneb Racionální slovník věd, umění a řemesel. Bourgelat napsal nejméně 235 encyklopedických hesel a byl přijat do Francouzské akademie věd. Byl také jmenován státním cenzorem, v této funkci se stejně jako jeho patron Guillaume-Chrétien de Lamoignon de Malesherbes snažil chránit práce encyklopedistů. Jeho přítelem byl Henri Bertin de Bourdeville, který mu svěřil dohled nad knižním obchodem v Lyonu. 
Zabýval se hygienou i anatomií, jeho srovnání lidského a zvířecího organismu položilo základy oboru komparativní patobiologie. Dne 4. srpna 1761 vznikla díky Bourgelatovi v Lyonu první škola pro zvěrolékaře na světě, zaměřená především na léčbu dobytčího moru. Druhou školu tohoto typu založil o čtyři roky později v Maisons-Alfort nedaleko Paříže. Na základě jeho práce Règlemens pour les Écoles royales vétérinaires de France začaly vznikat veterinární školy i mimo Francii. Po přesídlení do Paříže získal Bourgelat funkci generálního komisaře královských hřebčínů s platem 11 000 livrů a kočárem k osobní dispozici. Závěr jeho života poznamenala omezená pohyblivost v důsledku onemocnění dnou.
V Lyonu nese jeho jméno ulice Rue Bourgelat. Ve Francii skládají budoucí veterináři Bourgelatovu přísahu (Serment de Bourgelat), která je ekvivalentem Hippokratovy přísahy.